# Ponovljeni zakon
Ponovljeni zakon (heb. דברים Devarim; grč. Δευτερονόμιον; lat. Deuteronomium) ime je pete knjige Starog zavjeta, te posljednje knjige Petoknjižja, to jest Tore. Kratica za ovu knjigu: Pnz.

## Naziv
Hrvatski naziv ove knjige podsjeća na njezino grčko ime Δευτερονόμιον (Deuteronomion), što znači »drugi« ili »sljedeći zakon«. Taj je naziv preuzet i u latinskoj tradiciji kao Deuteronomium. Ovaj naziv dolazi od grčkog prijevoda retka ove knjige u kojem se daje naputak kralju da si »na svitak prepiše ovaj Zakon« (Pnz 17,18). Taj se »Zakon« u grčkom zove »Deuteronomion.«
Hebrejsko ime ove knjige, דברים Devarim, znači »Riječi«, a to je ujedno i prva riječ te knjige koja, u hrvatskom prijevodu, započinje rečenicom: »Ovo su riječi što ih je Mojsije upravio svemu Izraelu s onu stranu Jordana...« (Pnz 1,1).

## Struktura
Ponovljeni zakon ima strukturu koja se znatno razlikuje od ostalih knjiga Petoknjižja, a riječ je o zbirci civilnih i religijskih zakona (Pnz 12,1-26,15), koja je umetnuta unutar velikog Mojsijevog govora (Pnz 5-11 i 26,16-28).
Ta velika cjelina uokvirena je još dvama Mojsijevim govorima: prvi u Pnz 1-4, te treći u Pnz 29-30. Na kraju knjige smješteni su odlomci koji se odnose na konac Mojsijeva života: poslanje Jošuino, Mojsijev hvalospjev i blagoslov, i konačno smrt (Pnz 31-34).

## Književni sastav
U Knjizi ponovljenog zakona, gotovo do samoga kraja (osim Pnz 31 i 34), ne pojavljuju se tri književne tradicije prisutne u ostalim knjigama Petoknjižja - jahvistička, elohistička i svećenička - a na prvo mjesto dolazi tzv. deuteronomistička tradicija. Njezin je stil opširan, govornički, a u njemu se često ponavljaju isti pomno sročeni obrasci. Druga je značajka deuteronomističke tradicije stalno ponavljanje nauka: Bog je izabrao Izraela između svih naroda, da bude njegov »izabrani narod«, a uvjet je toga izabranja vjernost Zakonu i vjernost kultu u jednom jedinom svetištu - jeruzalemskom hramu. Osim toga, unutar govorničkih cjelina smješteni su tekstovi zakonodavnog stila.
Ova deuteronomistička predaja predstavlja prirodni nastavak i posljednji stadij elohističke predaje i proročkog pokreta, a središte joj vjerojatno predstavlja običajno pravo Sjevernog kraljevstva, koje je nakon pada Samarije 721. pr. Kr. prenijeto u Judu.

## Sadržaj Ponovljenog zakona
Nakon kratkog uvoda kojim se sadržaj Ponovljenog zakona želi povezati s Knjigom Brojeva (Pnz 1,1-4), slijedi prvi Mojsijev govor (Pnz 1,6-4,40) u kojem je prikazan sažetak povijesti Izraela od vremena boravku na Sinaju do vremena kad su Izraelci boravili pod obroncima brda Pisge, pokraj rijeke Jordana. Slijedi spomen na sklapanje Saveza, te govor o zahtjevima Saveza. Nevjera tim zahtjevima dovest će do progonstva, a misli se na babilonsko progonstvo. To je još jedan znak da je konačna redakcija ove knjige izvršena za vrijeme boravka Izraelaca u Babilonu, između 6. i 5. st. pr.n.e. Poglavlja 1-3 općenito se smatraju uvodom u cjelokupnu deuteronomističku književnost koja se nastavlja sve do Prve i Druge knjige o Kraljevima, te završava izvješćem o tome kako je narod izgubio zemlju (2 Kr 25).
Drugi Mosjijev govor (Pnz 5-11) služi kao uvod u veliki deuteronomski Zakon (Pnz 12,1-26,15). I ovaj se govor vraća u povijest, sve do Božje objave na Horebu i do davanja Deset zapovijedi (Dekalog). Čini se da je ovaj govor postojao u više različitih oblika koji su potom stopljeni u jedan tekst. Dekalog je paralelan onom iz Knjige Izlaska (Izl 20,2-17), donoseći ipak neke novine, kao što je, primjerice, drugačije opravdanje subote (šabata). Veliko značenje u kasnijem će razvoju imati odlomak koji na neki način sažimlje čitav Zakon, a govori ljubavi prema jedinom Bogu (Pnz 6,4-9). Riječ je o poznatom tekstu koji se obično naslovljuje prema svojim prvim riječima Šema Israel, »Čuj, Izraele.« Taj će odlomak u kasnijoj židovskoj tradiciji postati svakodnevna molitva i svojevrsna ispovijest vjere.
Središnji dio Ponovljenog zakona (Pnz 12,1-26,15) sadrži nekoliko zakonskih zbirki poredanih bez neke vidljive veze. Ovaj se Zakon razlikuje od prethodnih zakonodavnih tradicija, očuvanih osobito u »Zakoniku Saveza« iz Knjige Izlaska (Izl 20,22-23,33), ako nastoji prilagoditi zakonske propise novonastaloj životnoj situaciji izraelskog naroda. Osobita je značajka ovog Zakona stalno nastojanje da se obrani izraelska vjera u jedinoga Boga od utjecaja kultova prisutnih kod okolnih naroda, a to se želi postići ponajprije centralizacijom bogoslužja u jeruzalemskom hramu kao jedinom svetištu Izraelaca. Još je jedna osobina ovog Zakona posebna briga o zaštiti slabih, neprestano podsjećanje na Božje pravo nad njegovom zemljom i njegovim narodom, te poticajni, gotovo propovijedni način iznošenja zakonskih propisa.
Drugi dio velikog Mojsijevog govora (Pnz 26,16-28,68) predstavlja čitav prethodni Zakon kao ugovor u kojem su ugovorne strane Bog i narod, a takav ugovor, po uzoru na drevne saveze među gradovima ili kraljevstvima, završava popisom blagoslova i prokletstava. Glava 27 umetnuta je u ovaj govor, a donosi opis uspostave Zakona.
Treći Mojsijev govor (Pnz 29-30) ponovno vraća na događaje iz prošlosti vezane uz izlazak iz Egipta, a nakon toga slijedi protokol saveza donijet u obliku nagovora. Tu je i jedna Mojsijeva propovijed (Pnz 29,15-28), te ponovno blagoslovi i prokletstva koja prate sklapanje saveza.
Posljednja poglavlja Ponovljenog zakona (Pnz 33-34) predstavljaju zaključak cijele knjige, a sadrže tekstove različitog vremena i načina nastanka, koji su sklopljeni u jednu cjelinu i potom pridodani Ponovljenom zakonu kod njegove posljednje redakcije. U ovim je poglavljima Jošua određen kao vođa Izraelaca, što pripravlja Knjigu o Jošui. Osobito je značajna Mojsijeva pjesma (Pnz 32) kao tekst izvanredne pjesničke vrijednosti, koja veliča moć jedinoga pravoga Boga. Postojala je već prije svoga uvrštenja u ovu knjigu, no vrlo joj je teško odrediti vrijeme postanka, jer ima neke izrazito arhaične značajke koje upućuju na davne događaje (poput borbi s Filistejcima), a s druge strane i stilske naznake sličnije kasnijoj književnosti kakva se susreće u Psalmima i Prorocima, osobito onima iz razdoblja babilonskog progonstva. Knjiga završava Mojsijevim blagoslovom, koji predstavlja njegovu duhovnu oporuku, te opisom Mojsijeve smrti.

## Ostali projekti Wikimedije
|  | Wikizvor ima izvorni tekst Ponovljeni zakon (Šarić) |

|  | Wikizvor ima izvorni tekst Deuteronom |